# Vidre intel·ligent
Vidres intel·ligents o vidres canviables, també anomenats finestres intel·ligents o finestres canviables, en aplicacions per finestres o gratacels, es refereix a un vidre que permet canviar les seves propietats òptiques mitjançant l'aplicació d'un voltatge.
Alguns tipus de vidres intel·ligents permet als usuaris controlar la quantitat de llum i calor que travessa amb simplement prement un botó, fent que canviï de transparent a opac, bloquejant parcialment la llum però mantenint una visió clara del que hi ha darrere del vidre. Un altre tipus de smart glass ofereix intimitat prement simplement un interruptor.
Les tecnologies de vidres intel·ligents són sistemes electrocròmics, sistemes de partícules suspeses i sistemes de cristall líquid de polímer dispersat.
La utilització de vidres intel·ligents pot reduir despeses degudes per calefacció, aire condicionat, llum, i el cost de la instal·lació i manteniment de pantalles de llum motoritzades o cortines. En l'estat opac, el cristall líquid o l'electrocròmic, el vidre intel·ligent bloqueja la majoria d'UV, reduint així l'atenuació. En el tipus SPD (suspended particles device), això s'aconsegueix emprant alhora un recobriment amb baixa emissivitat.
Els aspectes crítics dels vidres intel·ligents són els costos d'instal·lació, la necessitat d'electricitat, la durabilitat, així com problemes funcionals, com la velocitat del control, enfosquiment i el grau de transparència del vidre.

## Vidres intel·ligents modificats elèctricament

### Sistemes Electrocròmics
Els sistemes electrocròmics canvien les propietats de transmissió de la llum com a resposta a l'aplicació d'un voltatge, i permeten així el control sobre la quantitat de llum i calor que travessa. En finestres electrocròmiques, el material electrocròmic canvia la seva opacitat, entre un estat translúcid (normalment blau) i un estat transparent. Es necessita electricitat per produir aquest canvi, però un cop aquest ja ha finalitzat, no és necessària més electricitat per mantenir l'estat. El material es comença a enfosquir des dels marges cap a l'interior, i és un procés lent, que pot anar des d'uns segons fins a alguns minuts, depenent de la mida de la finestra. El vidre electrocròmic permet la visibilitat fins i tot en l'estat opac i, per tant, manté el contacte amb l'exterior. S'ha utilitzat en aplicacions a petita escala com en els miralls retrovisors. També s'ha utilitzat en museus per protegir pintures o objectes dels efectes dels raigs UV o de les longituds d'ona de la llum artificial.
Avenços recents en materials electrocròmics pertanyents a la transició metàl·lica dels hidrurs electrocròmics han portat al desenvolupament d'hidrurs reflectius, que resulten reflectors en lloc d'absorbents i, per tant, canvia entre estats transparents i d'efecte mirall.

### Dispositius de partícules suspeses
En SPD, una capa fina laminar de partícules amb forma de barra suspeses en un fluid es col·loca entre dues capes de vidre o plàstic, o enganxada sobre una capa. Quan no s'aplica cap voltatge, les partícules estan orientades a l'atzar i tendeixen a absorbir llum, de manera que el vidre sembla fosc o opac, normalment en blau o recentment també en gris i negre. Quan apliquem un potencial, les partícules s'alineen permetent passar certa quantitat de llum i calor. En aquest cas es necessita un flux petit i constant d'electricitat per mantenir la finestra SPD en l'estat transparent.

### Sistemes de cristall líquid de polimer dispersat
En PDLCs (polymer dispersed liquid crystal devices) les gotes de cristall líquid estan col·locades en una làmina entre dues capes de vidre. En l'estat "off" estan orientades a l'atzar, i en l'estat "on" s'alineen segon el camp elèctric. El cristall líquid dispersa la llum, sense bloquejar-la, així, el vidre sembla blanc tot i en l'estat transparent. No hi ha manera de controlar la quantitat de llum o calor que està travessant. Aquest sistema només opera en els estats on/off. Aquesta tecnologia s'ha utilitzat en sistemes d'interior per temes de privacitat, com per la dutxa, lavabos, conferències, en pantalles de projecció...

## Àrees de tecnologies relacionades
El terme vidre intel·ligent pot ser ampliat per introduir el glazing (envernissat o envidrat), que pot canviar les propietats de transmissió de la llum en resposta a efectes externs com la temperatura o la llum.
- Diferents tipus de glazing poden donar gran varietat de fenòmens cròmics basats en efectes fotoquímics. Canvia les seves propietats de transmissió en funció de la llum (fotocròmic), de la temperatura (termocròmic) o del voltatge (electrocròmic).
- Quan els cristalls líquids estan en estat termotròpic, poden canviar les propietats de transmissió de la llum en funció de la temperatura.
- Els recobriments d'òxid de vanadi VO₂ reflecteixen llum en el rang infraroig quan la temperatura està per sobre dels 29 °C. Útil per blocar la transmissió de la llum solar en finestres en alta temperatura ambiental.

Els tipus de glazing no es poden controlar manualment. En contraposició, les finestres intel·ligents elèctriques es poden controlar automàticament adaptant les propietats de transmissió com a resposta de la temperatura o lluminositat per la integració d'un termòmetre o d'un fotosensor, respectivament.
Les finestres intel·ligents també poden incloure en termes més generals l'autoneteja automàtic, l'obertura i el tancament, per exemple per fins de ventilació amb acord amb un temporitzador o un sensor de pluja.